# Ross McKitrick
Ross McKitrick es un economista canadiense especializado en economía ambiental y en análisis de la política pública. McKitrick ganó su doctorado en Economía en 1996 en la Universidad de la Columbia Británica, y en el mismo año gana por oposición ser Profesor asistente en el "Departamento de Economía de la Universidad de Guelph, Ontario. En 2001 es Profesor asociado, y en 2008 Profesor titular. Desde 2002 ha sido también Becario Senior del Fraser Institute, una ONG canadiense think tank de políticas públicas.

## Biografía
En 2002, con Christopher Essex, McKitrick es coautor del texto Taken By Storm, que fue finalista al Donner Prize y ese mismo año sería Mejor Libro Canadiense sobre Políticas Públicas. Ha estado publicando estudios sobre registro de temperatura del último milenio con reconstrucciones de paleoclima y de dendroclimatología, incluyendo la coautoría de: "Correcciones a Mann et. al. (1998) de Base de Datos Proxy dee Series de Tº Promedio del Hemisferio Norte" y "Palos de Hockey, Principales Componentes y Significancia Espuria" con Stephen McIntyre. Ha continuado con estudios publicados de economía, usualmente en el área de las políticas ambientales.
En 2007, McKitrick fue coautor del artículo en Journal of Non-Equilibrium Thermodynamics argumentando que "Hay Fundamentos Observacionales, Físicos, y Matemáticos que se usan para mostrar que no hay ningún sentido físico a las Tº globales de la Tierra en el contexto de la cuestión del calentamiento global antropogénico".
En junio de 2007, McKitrick sugiere "una política del clima que puede, en principio, recibir el mismo apoyo de todos los lados": un impuesto "T3" a las emisiones de carbono vinculado a un cambio en la Tº troposférica de tres años, arrancando a una baja tasa. Si ocurriese calentamiento global, el impuesto subiría rápidamente y "podría alcanzar los 200 dólares por tonelada de CO2 para el año 2100, forzando una mayor reducción de su emisión y un cambio global de las fuentes de energía hacia el no uso de carbón."
En cuanto a su trabajo sobre la controversia del gráfico de hockey con el calentamiento global, Mckitrick ha remarcado, "He estado investigando los argumentos del calentamiento del planeta durante más de una década. En colaboración con una gran cantidad de coautores excelentes que siempre han encontrado que las capas obtenidas de muestras, lo que está en el centro o es errónea, engañosa o simplemente no existe... Me exasperan los colegas académicos, y otros que deberían saber más, que en el supuesto consenso del calentamiento global, no se han molestado en investigar cualquiera de las flagrantes discrepancias científicas y defectos de procedimiento."